# オーク (架空の生物)

オークの例

オーク（orc, ork）は、人間に似た架空の生物。

## 概要
オーク族は、邪悪な勢力によって兵士として使われる種族として、J・R・R・トールキンの小説群に登場した。架空の世界中つ国を舞台にした作品ら（『ホビットの冒険』、1937年刊；『指輪物語』1954–1955年刊）においてである。
のちに盤上RPGの元祖的存在である『ダンジョンズ&ドラゴンズ』（1974年刊）や、その資料を通じて広く知れ渡り、ファンタジー系の文学や諸作品に多く登場するようになった。
トールキンは専門分野の古英語文学から、オーク(古英語: orc; 複数形：orcas)という怪物種族を取材した。具体的には1）《古英語語彙集》で「地獄の悪魔」や「巨人」と語釈されるオルクス/オーク、2）古英英雄詩『ベーオウルフ』に登場する「オーク骸」族（仮称）（orcnéas）らを原典に挙げている。
後者はエルフ族や巨人族以外にもいるカインの末裔の仲間と詩中で歌われている種族である。直訳ならば「地獄骸」か「悪魔骸」族なので、（邦訳のように）「悪霊」族を充てるのは不十分、との指摘がある。ゲルマン文化でも信じられた死体返り術による、今風で言えばゾンビの一族を指したのではないかとの説が立てられている。
オークという怪物は、16世紀末には初期近代英語の文献にすでに登場した。『オックスフォード英語辞典』にも記載される。このうち狭義（第一義）のオークは「海の怪物（シーモンスター）」を指し、トールキンが自分の作品のオーク族と関係ないとしたが、広義（第二義）では「人食いの怪物、オーガ」すなわち陸棲の怪物の意味であり、語源にラテン語のオルクスや古英語の「地獄の悪魔」の関連性を可能としているので、無関係とはいえない。

## 語源

### 古英語

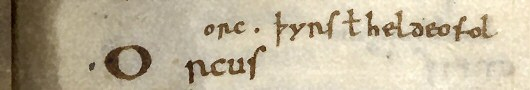
ラテン語 orcus の項と語釈。—古英語語彙集（クレオパトラ写本）

オーク orc という古英語単語は、ラテン語のオルクス orcus（冥界神プルートーと同化された）からおそらく借用されたものである。

#### 古英語語彙集
ただし当時のキリスト教化された英国においては「邪神」というより「地獄の悪魔 hel-deofol 」であると解釈されており、「巨人 þyrs 」の意としても使われていたことが、古英語語彙集に記載される  。

#### 古英雄詩ベーオウルフ

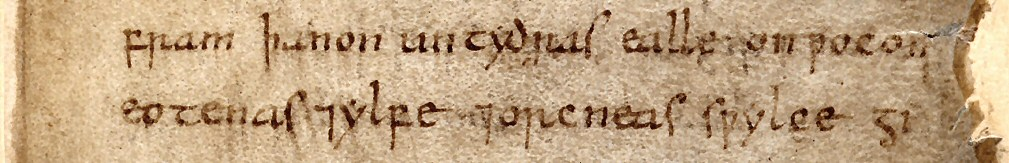
『ベーオウルフ』。「エティン族（巨人）、エルフ族、オーク骸族のくだり。

用例は、『ベーオウルフ』第1節第112行 に「オーク骸」族（仮称）（複数形：orc-néas; 単数形:：-né）という複合語のかたちで見られ、「悪しきモンスター」（英訳）や「悪霊」（忍足訳）と解釈されている。
「オーク骸」族はカインの末裔として巨人族やエルフ族などいくつかの種族とともに名を連ねている。主悪役グレンデルも「カインの裔（すえ）」であるが、特にこの「オーク骸」族（「悪霊」族）に属するというのが忍足訳の解釈の様である。
また、「オーク骸」族を"evil spirits"「悪霊」と訳すのは不十分であるとの批判がある。「オーク骸」族というのは直訳せば「悪魔の死体」の意か、「地獄の死体」とも読み替えることもでき、じつはさまよう死体、降霊術（ネクロマンシー）の産物、いわばゾンビ類という解釈が成立するとされている。
トールキンはこれらベーオウルフや語彙集に記される古英語「オーク」を借用したと述べている。

### 初期近代英語
ただし、「オーク」（orc, ork；異型orque, orke）という言葉は、「怪物」を指す言葉として16世紀末頃には英語に存在しており、『オックスフォード英語辞典』に記載されている。
第一義の「オーク」は、ラテン語のorca（シャチ種の学名に同じ）が語源であるが、実在動物にかぎらず正体があやふやななんらかの「海棲の怪物（シーモンスター）」を指すとしている。これは、トールキンが書簡において自分の「オーク族」とは関係ないと明言した語意である。『狂えるオルランド』の海獣オルカも、英語ではオークであり、最古の英訳で "orke"と表記される （§シャルルマーニュ伝説参照）。
しかしながら第二義のオークは、より大雑把な「（人を）食らうモンスター、オーガ」の類を意味する。そしてその語源には、上述したラテンのオルクスや、古英語語彙集の「オークスルス〔ママ〕こと地獄の悪魔」、『ベーオウルフ』の"orcneas"が参考になると示されており、トールキンがアイデア元として明言した古英語原典そのものなので、トールキンの「オーク族」と無関係とはいえないのである。
ただここで第二義の派生源である可能性がある（と語気を強めて）挙げられているのは、ラテン語 orcus やロマンス諸語 orco （「オーガ」の意）である。

## シャルルマーニュ伝説
アリオストの叙事詩『狂えるオルランド』にオルカ（イタリア語: orca）という海獣が登場するが、英文では「オーク」（"orc" "orke"）と呼びならわされている。この海獣にはアンジェリカ姫が生贄に供えらるが、英雄ルッジェーロはヒッポグリフに乗ってこれと戦った（第VIII, X歌章）。

### 描写
この海獣（オルカ）は、ただその頭部と目と歯（牙）のみが雌豚のようであるのがわかるが、そのくねりのたうつ塊たる（体躯は）動物の形をなさなかった。背中は鱗状か鱗で覆われていた。 
眉間を打撃せど"あたかも鉄か硬い石を殴るかのよう"で、剣や槍であちこち切りつけても岩か（や碧玉）のように刃物を通さなかった。
ルッジェーロは姫を奪還したが、オルカは撃退にとどまり、のちオルランドがこのオークを殺害している。
これがアンドロメダー神話（海獣ケートスの生贄に捧げられる）に取材していることが指摘されている

### 巨人オルコ
『狂えるオルランド』にはオルコ（イタリア語: orco）という巨人も登場しており、初期英訳などでもオーク（"ork, orke", "orko"）と訳されている。

## ブレイクのオーク
オークはウィリアム・ブレイクによる神話の登場人物の一人でもある。中世の海獣やトールキンの人間の形をした怪物と異なり、ブレイクのオークは善き存在として描かれ、創造の情熱と活力を体現した存在である。

## トールキンのオーク
人間の形をした、海とは無関係の種族としてのオークはトールキンが創造したものである。トールキンの著作における「オーク」は固有名詞として扱われ、語頭が大文字となっている場合もあるが、他の作品ではそうなっているとは限らない。トールキンの著作ではオークは人間の姿をし、大きさは人間とほぼ同じで、醜く汚らわしい存在として描かれている。知能はあるが鈍く惨めな生物で、極端に繁殖力が強く、人を殺す道具、つるはしややっとこなど、美しくないもの以外は作れるものの他の創造はできず、破壊するだけの存在として描写されている。『指輪物語』ではオークは邪悪な勢力（サウロンとサルマン）の兵士として使われた。
『ホビットの冒険』では、トールキンはオークに「ゴブリン」という単語を用いた。この時には『ホビットの冒険』の世界と中つ国を同じものとする構想がまだなかったからである。幸いなことにトールキンは神話に関する言及を『ホビットの冒険』に含めていたため、後になってホビットの土地を中つ国に組み込むことが可能だった。『指輪物語』では「オーク」が大半を占め、「ゴブリン」が使われるのはそのほとんどがホビットの言葉である。『指輪物語』の発行後に、『ホビットの冒険』の「goblin」は「orc」の翻訳ということになり、目次の直前の注記が追加された。
トールキンはその書簡で、オークを古英語のオーク「悪魔」からとったのは、音声学的に適していたからにすぎないと述べている（The Letters of J.R.R. Tolkien No 144 （日付は1953年））。

## 他のファンタジー作品、ゲーム作品におけるオーク
トールキンの叙事小説『指輪物語』の刊行以降、オークはファンタジー小説やロールプレイングゲームで一般的に見られる存在となった。

### 豚の容貌
豚のような顔で描かれる描写についてだが、トールキンの作品には豚似という設定はなく、トールキンの遺稿（書簡）からは、せいぜいオークが鼻ぺちゃ（"flat-nosed"）であるという言質が取れる程度である。
オークが豚顔（豚の頭部）を持つという設定は、RPG『ダンジョンズ&ドラゴンズ』（「D&D」）のオリジナル版（1974年）においておこなわれた。英米のファンタジー作品でも、往時のイラストも、オークが豚顔のものが多い。昨今・現今の「D&D」ゲームでも豚顔の設定は健在である（詳細は§小節参照）。
アイルランド語　orc（英語のporkと語源が同じ）は豚という意味を持っているが、この偶然一致と、古来、聖職で、予言の力を持つとされた豚飼いが零落して邪悪なイメージを伴ったというアト・ド＝ヴリースの説と関連すると思われる。
なお、『ドラゴンクエストII』の設定資料集で堀井雄二によるオークのラフスケッチに「イノシシとブタと人間をかけあわせたような悪鬼」と説明があるので、少なくとも同作開発時期の1986年頃には、すでに日本でもオーク＝ブタのイメージがある程度広まりつつあったようである。

### 種族
派生作品では、オークとゴブリンは二つの異なった種族とされていることが多い。
なお、多くのロールプレイングゲームでは、ゴブリンやコボルトなどとともに初期レベルのプレイヤーキャラクターが相手にする比較的弱いモンスター（いわゆる雑魚モンスター）として登場することが多いが、より強力な上位種を設定するゲームもある。他の種族が堕落してオークになるというトールキン以来の設定を引き継ぐ作品も多い。旺盛な生殖欲も継承されるものもあり（漫画『BASTARD!! -暗黒の破壊神-』では、「エルフ以外のすべての種と交配し、子を産んでしまう」という設定である）、そのような作品『ドラゴンライダー』（鈴木銀一郎作）では、「人口」の増加により他国へ侵略せざるを得ないオークの悲哀が描かれる。

### ダンジョンズ&ドラゴンズ
『ダンジョンズ&ドラゴンズ』（D&D）では、オークは"好戦的なヒューマノイド（いわゆる亜人）で、他の生物に対し強襲・強奪・戦闘をおこなう"とする。個々のオークは異なる出身部族に属するという設定である。

#### 容貌
トールキンと似たようなオークをD&D系ゲームに登場させた、とゲーム開発側はしているが、以下詳述するように、独自の設定がみられる。
先にも少し触れたが、D&Dでのオークの風貌は「猪のような牙が目立つ豚のような顔」として豚説が採用されている（同ゲームの付帯資料、『モンスター・マニュアル』第3版、2000年/2003年に拠る）。
肌の色は、かつて灰色に設定されていたが（第3版、2000年）、初版（1977年）の設定では灰色ではなく、"オークの見た目が格別おぞまじいのは、その色合いのせいである―その褐色ないし褐色のかかった緑色には青っぽい光沢があり、これがピンク系の鼻づらや耳を強調させる。剛毛の毛は濃褐色か黒色だが、タン斑のときもある"と細かく記述されていた。近年の第5版（2014年）では、肌色の言及をやめている。
また、当初はD&Dのオークは禿頭だったが、のちには（頭髪も含み）より毛深いものに改正された。

#### 混血種・部族性
ハーフオーク（オークと人間の混血）という種族が初期のゲームにおいてすでに選択肢にくわえられた
D&Dのオークは、部族に分かれて集団を形成するとされる。オークじたいも亜人（ヒューマノイド）に該当するが、好戦的であり、他の亜人種を襲い略奪をおこない、血の騒ぎを鎮めるとされる。各部族の長として「オーク・ウォーチーフ（オークの戦闘酋長）」が設定されているが、部族衆の血の騒ぎを定期的に発散させることに努めないと、弱腰とみなされてしまう。
オークがとくに地中に棲息し、地下の土木作業にも長けている点が『モンスター・マニュアル』初版（既述。略称『1E MM』）では強調されていた。だがのちの版ではオークは（洞窟のつながった複合集落にもあいかわらず住むことはあるが）、地上にも棲息する設定にシフトされており、たとえば陥落させた村落を、住処にコンバートしてしまう。
オークの観念（神話伝承）や思考については、ロジャー・E・ムーアによる《ドラゴン》誌の記事（1982年）に詳しい

#### パスファインダーRPG
『D&D』から分化したゲームシステム『パスファインダーRPG』のオークについては、パイゾ・パブリッシング社『Classic Monsters Revisited』（2008年）という書籍に掲載される。

### ルーンクエスト
『ルーンクエスト』のオークは浅黒い肌、長い腕、湾曲した脚を持ち、山間部や荒れ地に住む残虐な食人性の種族とされる。太陽の下を嫌い、エルフが退化したものという点はトールキンのオークに忠実である。架空の学名が"Orcanthropus piltdowni"と設定されており、ピルトダウン人を連想させる。同ゲームのメインとなる背景世界グローランサではなく、特定の背景世界に依存しないサプリメント『グリフィン・アイランド』の敵役として登場する。

### ドラゴンクエストシリーズ
スタッフがはっきり「ブタ（イノシシ）」と明記してデザインさせたオークで、初出は前述のように『ドラゴンクエストII』。外見は二足歩行する茶色いフサフサした体毛をしたイノシシそのもの（手は人間に近い）といった風貌だが、槍をもったり（『ドラゴンクエストII』のみ無し）衣服を纏い靴も履いている。本編中では毛の色が金や青やピンクの色違いの近縁種もおり、こうしたものも含めると作品にもよるがただのパワーファイターだけではなく回復・蘇生呪文を使う系統に位置付けられている。
同シリーズにはこれ以外にも「オークマン、バーサクオーク、ハイオーク（鎧兜をつけたブタ顔人間、オークと違い体毛は薄い）」、「ピンクオーク（ピンク色の太った小悪魔）」、「オークデビル（棍棒を持った紫のイボイノシシ顔の人間）」というオークとつくモンスターがいくつかいるが、いずれもブタやイノシシをイメージするデザインのものである。

### アースドーンとシャドウラン
ファンタジーロールプレイングゲームの『アースドーン』と『シャドウラン』では、オーク(ork)は一般的なファンタジーにおけるオークと異なり、生まれついて邪悪であるとも善良であるとも決められていない。アースドーンではヒューマン、ドワーフ、エルフ、オブシディマン、トゥスラング、トロール、ウィンドリングと並び立つ種族である。シャドウランではオークは、トロール、エルフ、ドワーフなどとおなじく遺伝子変異によって人間から変化したメタヒューマンであるとされている。
『シャドウラン』におけるメタヒューマンは「人種差別」を象徴する。なお、初期の版では「ヒューマニクス（人間至上主義）・ポリクラブ」と「ORC」（オーク人権団体）の諍いがあることになっている。

### ウォーハンマー

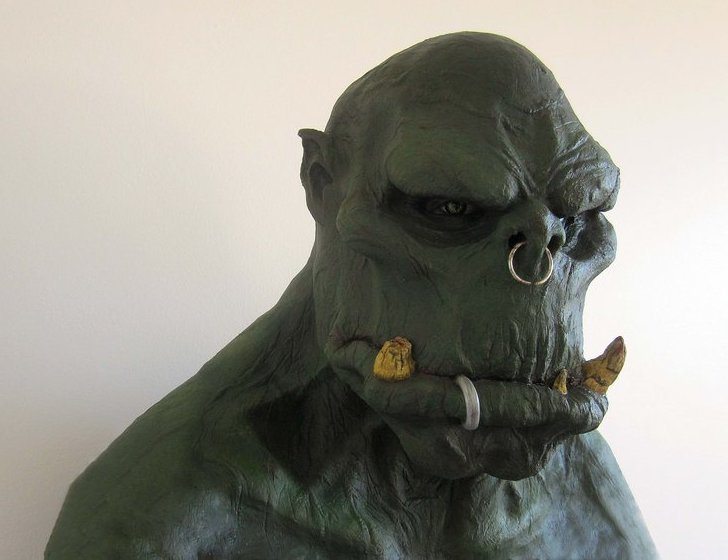
ウォーハンマー・ファンタジーのオーク

ゲームズワークショップの『ウォーハンマーRPG』や『・バトル』、『ウォーハンマー40000』にもオークは登場する。肉体的にはオークは人間よりも背が高く、幅広で、類人猿のように足が短く手が長い。緑色の肌が特徴で、類縁種であるゴブリンやスノットリングとともにグリーンスキンと呼ばれることもある。他の勢力と能力を均等化させるため、彼らはマシンガンや手榴弾、さらには宇宙船まで持っている。ウォーハンマーにおけるオークは知能は高いわけではないが、時に悪知恵が働く。オークは好戦的な種族である。
他の作品との相違点として、生態としては菌類であり、単為生殖、光合成、繭性成長を行う。この性質上、性欲が存在せず、かわりに戦闘欲が存在する。敵が居ない場合、同族内で戦争を開始する異常な好戦性は、これが原因とされている。

### ウォークラフト
コンピューターゲームの『ウォークラフト』シリーズでは惑星Draenor出身のShaman文化を奉ずる気高い種族である。かつてはBurning Legionとして知られる邪悪な力によって堕落させられた存在であったが、自ら呪いを打ち破り、理性と文化を取り戻した。『ウォークラフト』のオークは筋骨隆々で、緑色の肌を持ち（ただし肌の色は呪いによって緑となったのであり、本来の色は褐色である）、顔には豚に似た鼻と大きな口、牙を持っている。作中ではそのこわもての外見とは裏腹に、善良で高潔な種族として描かれることもある。3作目以降はオークが主人公ともいえるストーリー構成で、MMORPGである最新作『ワールドオブウォークラフト』はしばしばWorld of Orcraft（Orccraft）と揶揄される。

### リネージュII
MMORPGの『リネージュII』でのオークは、炎の種族で、神が作り出した種族の中で最も強い肉体と精神力を持つ。巨人が滅亡した後、一時期はエルフを追い出して大陸最強の座まで登りつめたこともあるが、エルフとヒューマンの連合軍に負け、現在は大陸北部の極寒地に住む。

### ファイナルファンタジーXI
MMORPGの『ファイナルファンタジーXI』では、オークは獣人の一種族である。オークは暗黒の時代に黄昏の神プロマシアによってヴァナ・ディールの人間などの勢力と戦わせるために作られた、老若男女皆兵の好戦的な種族である。

### ブレイド・オブ・アルカナ
『ブレイド・オブ・アルカナ』のオークは豚人族とも呼ばれる闇の種族で、下級精霊アルカイが堕天した人間からさらに堕落した成れの果てとされる。黒い皮膚と血液を持ち、眼は赤く、かぎ爪の生えた長い腕を持つ。他の闇の種族とともに「北狄」という勢力を構成し、その中核を占めている。その上位にはエルフの堕落したハイ・オークが支配者として存在する。しかしその社会は強者がその力により支配するもので、オークの奴隷だった人間の少女が実力でハイ・オークに取って代わり、部族の女王になった例もある。

### アルシャード
『アルシャード』のオークはゴブリンが奈落によって汚染された種族であり、その体格はゴブリンよりも一回り大きく、非常に力が強いとされている。奈落の尖兵の代表格として人類の古い仇敵である。奈落の種族は一般的に、個体としての感情が希薄な代わりに集合意識により統制された行動を取るとされるが、神々の欠片シャードの力により自意識に目覚めた一部のオークは、誇り高き戦士となるため、プレイヤーキャラクターにすることもできる。

### Gothic
MMORPGの『Gothic』では、オーク（orcs、orcish people）は人間より少し知能が劣る。好戦的な種族で、体格は大きく、力は人間（彼らはMorraと呼ぶ）よりとても強い。ただ、このゲームの性質上、人間とオークのどちらかが善く、どちらかが悪いというようなものはない（ただしプレイヤーは人間なので少しだけ偏りがある）。プレイヤーはゲームを進める上で彼らのために働くことを選ぶことすら出来る。彼らはBeliarと呼ばれる神（ゲーム中では暗黒の神で、Innosという火の神と敵対する）を信仰しており、Shamanという祭司もいる。

### The Elder Scrolls
『The Elder Scrolls』の世界においてオークは、エルフや人間、獣人達と同様にプレイヤーキャラやNPCとして登場する。表向きは数多の種族と共に文化生活を送る好戦的で豪胆な戦士系種族として描かれてはいるが、ゲームに登場する一部の書物ではゴブリンやオーガと同じく野生の凶暴な亜人種となっており、その性質上獣人同様に被差別種族として描かれている。また、地方によって差別の度合いは異なるようで、オークを完全に拒絶する地方もあれば書店や宿屋をオークが経営する地方もある。ただし、「醜い種族」という概念はどの地方でも共通しており、事実、緑色の肌に獣のような目と牙という外見を持っている。

## その他
2022年のロシアによるウクライナ侵攻を契機として、ウクライナ人が侵略者であるロシア軍兵士を批判的に「オーク(Orcs)」と呼ぶことがある。